# Jacques Sirmond

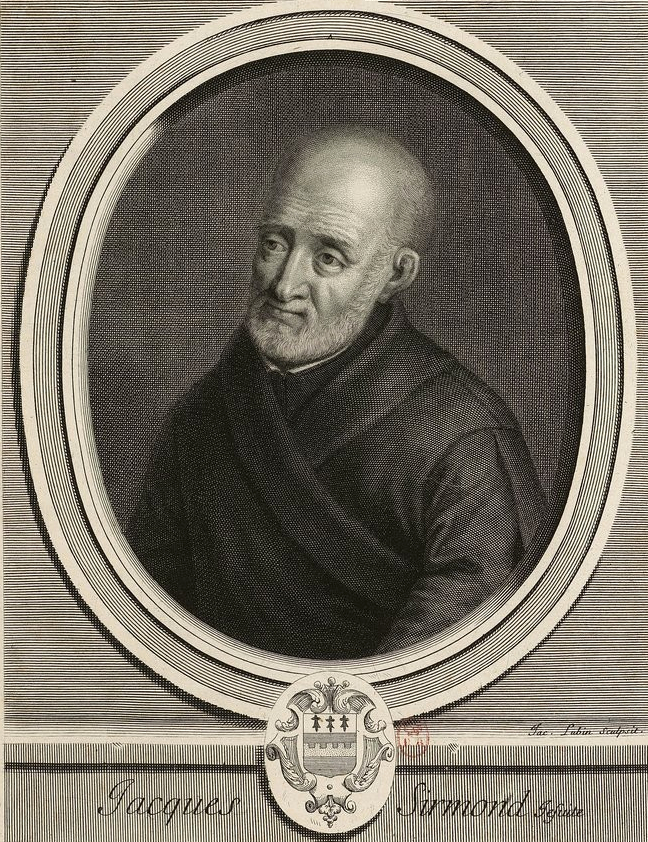
Jacques Sirmond

Jacques Sirmond (12 de octubre de 1559 - 7 de octubre de 1651) fue un erudito y jesuita francés.
Sirmond nació en Riom (Auvernia, Francia). Fue educado en el colegio jesuita de Billom. Fue novicio en Verdún y después en Pont-Mousson. Entró en la orden el 26 de julio de 1576.
Después de haber enseñado retórica en París, residió por mucho tiempo en Roma. Entre 1590 y 1608 fue secretario de Claudio Acquaviva. En 1637 fue confesor de Luis XIII.